# کیمس
کیمس (انگلیسی: KiMs) شرکت لوازم خانگی دانمارکی است، که در سال ۱۹۶۱ تأسیس شد.